# Puisserguier
Puisserguier település Franciaországban, Hérault megyében. Lakosainak száma 3034 fő (2022. január 1.). Puisserguier Maureilhan, Capestang, Cazedarnes, Cazouls-lès-Béziers, Cébazan, Creissan és Quarante községekkel határos.

## Népesség
A település népességének változása:
| Lakosok száma | 2385 | 2219 | 2432 | 2646 | 2843 | 2822 | 2912 | 3037 | 3026 | 3034 |
|               | 1968 | 1982 | 1990 | 2006 | 2013 | 2015 | 2017 | 2019 | 2020 | 2022 |